# كينيث فولتون
كينيث فولتون (بالإنجليزية: Kenneth Fulton)‏ هو مخرج جوقة أمريكي، ولد في 1942.